# Microporelloides wrigleyi
Microporelloides wrigleyi är en mossdjursart som beskrevs av Soule, Chaney och Morris 2004. Microporelloides wrigleyi ingår i släktet Microporelloides och familjen Microporellidae. Inga underarter finns listade i Catalogue of Life.